# One Right Now
One Right Now è un singolo del rapper statunitense Post Malone e del cantante canadese The Weeknd, pubblicato il 5 novembre 2021 come primo estratto dal quarto album in studio di Post Malone Twelve Carat Toothache.

## Descrizione
Il brano rappresenta la prima collaborazione tra i due artisti e si caratterizza per le sonorità emo-pop e synth pop di ispirazione anni ottanta grazie al riff di basso synth e alla base ritmica programmata.

## Video musicale
Il video, diretto da Tanja Muïn'o, è stato reso disponibile il 15 novembre 2021 attraverso il canale YouTube di Post Malone.

## Tracce
Testi e musiche di Austin Post, Abel Tesfaye, Louis Bell, Brian Lee, Andrew Bolooki e Billy Walsh.
1. One Right Now – 3:15

## Formazione
Musicisti
- Post Malone – voce
- The Weeknd – voce
- Louis Bell – programmazione, sintetizzatore, basso synth, pads, batteria, tastiera
- Brian Lee – programmazione
- Andrew Bolooki – programmazione, sintetizzatore

Produzione
- Louis Bell – produzione, produzione vocale
- Brian Lee – produzione
- Andrew Bolooki – produzione
- Manny Marroquin – missaggio
- Mike Bozzi – mastering

## Classifiche

### Classifiche settimanali
| Classifica (2021-22) | Posizione massima |
| -------------------- | ----------------- |
| Australia            | 9                 |
| Austria              | 34                |
| Belgio (Fiandre)     | 43                |
| Canada               | 7                 |
| Corea del Sud        | 172               |
| Croazia              | 14                |
| Danimarca            | 12                |
| Finlandia            | 13                |
| Francia              | 133               |
| Germania             | 45                |
| Grecia               | 22                |
| India                | 8                 |
| Irlanda              | 15                |
| Islanda              | 15                |
| Italia               | 64                |
| Libano               | 8                 |
| Lituania             | 15                |
| Norvegia             | 7                 |
| Nuova Zelanda        | 19                |
| Paesi Bassi          | 35                |
| Portogallo           | 33                |
| Regno Unito          | 20                |
| Repubblica Ceca      | 54                |
| Singapore            | 18                |
| Slovacchia           | 26                |
| Stati Uniti          | 6                 |
| Sudafrica            | 32                |
| Svezia               | 10                |
| Svizzera             | 20                |

### Classifiche di fine anno
| Classifica (2022) | Posizione |
| ----------------- | --------- |
| Australia         | 72        |
| Canada            | 50        |
| Stati Uniti       | 30        |